# Yesterday Once More (bài hát)
"Yesterday Once More" là ca khúc hit của ban nhạc The Carpenters, phát hành làm đĩa đơn từ album phòng thu của họ Now & Then vào năm 1973. Bài hát được sáng tác bởi Richard Carpenter và John Bettis.
Lời bài hát viết về cảm xúc của một người khi nhớ lại thời thơ bé, lắng nghe những bài hát và hát theo nhạc trên radio. Bài hát đã đạt đến vị trí số 2 trên Billboard Hot 100 và vị trí quán quân trên bảng xếp hạng Easy Listening, trở thành đĩa đơn quán quân thứ tám của họ trên bảng xếp hạng này. Tuy không nổi tiếng bằng các ca khúc đánh dấu tên tuổi của họ như "Close to You" hay "We've Only Just Begun", bản ballad này lại là đĩa đơn thành công nhất của The Carpenters về mặt doanh thu. Richard Carpenter cũng phát biểu đây là bài hát tâm đắc nhất trong số tất cả các bài hát mà anh sáng tác.
Dionne Warwick, người bạn thân của The Carpenters, đã biểu diễn bài hát này trực tiếp tại Las Vegas vào đêm trước cái chết của Karen Carpenter năm 1983.

## Xếp hạng
| Bảng xếp hạng (1973)                 | Vị trí cao nhất |
| ------------------------------------ | --------------- |
| Canadian Singles Chart               | 1               |
| Japanese International Singles Chart | 1               |
| Japanese Oricon Singles Chart        | 5               |
| UK Singles Chart                     | 2               |
| U.S. Billboard Hot 100               | 2               |
| U.S. Billboard Easy Listening        | 1               |
| US Cash Box Top Singles              | 1               |